# IC 4631
IC 4631 — галактика типу NF (в процесі підтвердження) у сузір'ї Райський Птах.
Цей об'єкт міститься в оригінальній редакції індексного каталогу.